# Trezzano Rosa
Trezzano Rosa es una localidad y comune italiana de la provincia de Milán, región de Lombardía, con 5.137 habitantes.

## Evolución demográfica
| Gráfica de evolución demográfica de Trezzano Rosa entre 1861 y 2011 |
|                                                                     |
| Fuente ISTAT - elaboración gráfica de Wikipedia                     |